# Crash me
Singles de Indochine
Salômbo (live) Little Dolls
Pistes de Alice & June
Belle et Sébastiane Aujourd'hui je pleure (avec AqME)
Crash me est une chanson d'Indochine parue sur le double-album Alice & June en 2005. Les versions studios de "Crash Me" en single et en album sont différentes. Le clip du morceau représente Nicola à Belle-Île-en-Mer en voiture puis à pied autour de la pointe.

## Classements par pays
| Pays     | Meilleure position |
| -------- | ------------------ |
| France   | -                  |
| Belgique | -                  |
| Suisse   | -                  |
| Suède    | -                  |